# Hemiscyllium halmahera
Hemiscyllium halmahera je malý žralok čeledi žralůčkovití, vyskytující se u indonéského ostrova Halmahera. který se specializuje na život na dně. Podle zvláštního způsobu pohybu po dně, po kterém vlastně za pomoci ploutví kráčí, je znám jako „chodící žralok“.
Druh byl popsán na základě typových exemplářů o délce 65,6 a 68,1 centimetrů v polovině roku 2013.